# 寧羅斯
寧羅斯（Nimloth），是英國作家約翰·羅納德·瑞爾·托爾金（J.R.R. Tolkien）的史詩式奇幻作品《精靈寶鑽》中的虛構植物。
寧羅斯是努曼諾爾帝國（Númenor）的聖白樹，預言說其命運與帝國國勢相連，最終被末任皇帝亞爾-法拉松（Ar-Pharazôn）下令砍倒燒掉。

## 名字
寧羅斯（Nimloth）一名來自辛達林語，名字與第一紀元的辛達族精靈寧羅絲相同，意思是「盛放白花的」White blossom，昆雅語版本是寧奎洛特（Ninquelótë）。另外它也被稱為「美麗的」the Fair和「白樹」White Tree。

## 總覽
寧羅斯是努曼諾爾的白樹，是伊瑞西亞島（Tol Eressëa）精靈贈予努曼諾爾人的禮物之一，象徵艾爾達精靈（Eldar）與努曼諾爾人的友誼。它是伊瑞西亞島的白樹凱勒博恩（Celeborn）的小樹苗，而凱勒博恩是提理安（Tirion）的白樹佳拉西理安（Galathilion）的幼苗。寧羅斯的後裔是一眾剛鐸聖白樹（White Trees of Gondor），由埃西鐸（Isildur）帶到中土大陸。
寧羅斯種在雅米涅洛斯（Armenelos）的皇宮前，在秋天時會結果，而在傍晚時則會開花，花香會整夜充滿雅米涅洛斯。這棵樹一直繁花盛開、茁壯成長，直至帝國後期努曼諾爾人開始疏遠精靈與維拉，他們不再照顧寧羅斯，使其逐漸凋謝委靡。皇帝塔爾-帕蘭特（Tar-Palantir）預言寧羅斯的命運是與努曼諾爾帝國國運和皇室的命運緊緊聯繫，結果在寧羅斯被用作對魔苟斯（Morgoth）的獻祭而砍倒燒掉後，努曼諾爾也隨即很快走向毀滅。

## 歷史

### 早年
寧羅斯應該是在努曼諾爾帝國建立初期，作為禮物送給了登丹人（Dúnedain）。在努曼諾爾人對維拉忠誠、親近精靈的時間裡，他們愛護寧羅斯，對其照料有加。

### 凋謝及死亡
但自努曼諾爾人開始疏遠維拉和精靈後，他們便對寧羅斯不置理會，甚至在第二十三任皇帝亞爾-金密索爾（Ar-Gimilzôr）統治期間，根本無人打理寧羅斯，使其開始逐漸凋謝。
他的兒子塔爾-帕蘭特繼位後採取悔改政策，又重新照料寧羅斯，並為其下達預言，但寧羅斯的命運終究沒有改變。索倫（Sauron）誘使末任皇帝亞爾-法拉松砍倒寧羅斯，但他怕會置皇室的運勢於險境而一度拒絕，不過最終還是屈服於索倫的意志下。聖白樹被砍掉，在獻給魔苟斯的神廟裡被燒成灰燼，用作向他首次獻祭的貢品。祭壇冒出的濃煙把整個努曼諾爾籠罩在陰影下七日後，才慢慢飄向西方。

### 後裔
不過在獻祭前，寧羅斯的一枚果實被埃西鐸救下，源於當時忠實者（the Faithful）的領袖安督奈伊領主阿門迪爾（Amandil）得知索倫的進言後，深知法拉松將會屈服，遂向兒子伊蘭迪爾（Elendil）、孫子埃西鐸和安那瑞安（Anárion）講述聖白樹的故事。這激使埃西鐸潛入皇宮，偷偷摘下聖白樹的果實，把這枚果實交給阿門迪爾。在阿門迪爾的祝福下，它很快就發芽成長，治癒了拯救果實而受重傷的埃西鐸。寧羅斯的後裔在依舊忠誠於維拉的登丹人的照料下，來到中土大陸，繼續傳承。

## 資料來源
1. ↑  《精靈寶鑽》 2002年 聯經初版翻譯 索引586
2. 1 2 3 4 5 6 7 8 9 10 11 12 13  《精靈寶鑽》 2002年 聯經初版翻譯 《努曼諾爾淪亡史》